# Amsterdam (otok)
Otok Amsterdam (francosko Île Amsterdam, francoska izgovorjava: [ilamstɛʁdam]), znan tudi kot Amsterdamski otok, Novi Amsterdam ali Nouvelle Amsterdam, je otok francoskih južnih in antarktičnih dežel v južnem Indijskem oceanu, ki skupaj s sosednjim Otokom svetega Pavla 90 km na jugu tvori eno od petih okrožij prekomorskega teritorija.
Otok je približno enako oddaljen od kopenske mase Madagaskarja, Avstralije in Antarktike – pa tudi od Britanskega ozemlja v Indijskem oceanu in Kokosovih otokov (približno 3200 km od vsakega).
Raziskovalna postaja v Martin-de-Vivièsu, najprej imenovana Camp Heurtin in nato La Roche Godon, je edino naselje na otoku in je sezonski dom približno tridesetim raziskovalcem in osebju, ki študira biologijo, meteorologijo in geomagnetiko.

## Zgodovina
Prva oseba, za katero je znano, da je opazila otok, je bil španski raziskovalec Juan Sebastián de Elcano 18. marca 1522 med svojim objadranjem sveta. Elcano otoku ni dal imena. 17. junija 1633 je nizozemski mornar Anthonie van Diemen opazil otok in ga poimenoval po svoji ladji Nieuw Amsterdam. Prvo zabeleženo izkrcanje na otoku se je zgodilo decembra 1696, pod vodstvom nizozemskega raziskovalca Willema de Vlamingha.
Francoski mornar Pierre François Péron je zapisal, da je bil na otoku med letoma 1792 in 1795. Péronovi spomini, v katerih opisuje svoja doživetja, so izšli v omejeni nakladi, danes drag zbirateljski primerek. Toda otok Amsterdam in otok svetega Pavla so takrat pogosto zamenjevali in Péron je bil morda prisoten na ototku svetega Pavla.
Ribiči na tjulnje naj bi na otoku prvič pristali leta 1789. Med tem datumom in letom 1876 je na otoku zabeleženih 47 ladij na tjulnje, od katerih jih je 9 doživelo brodolom. Še vedno je mogoče najti ostanke obdobja lova.
Otok je bil postanek Macartneyjeve misije med njenim potovanjem na Kitajsko leta 1793.
11. oktobra 1833 je britanska barka Lady Munro doživela brodolom na otoku. Od 97 oseb na krovu je 21 preživelih dva tedna kasneje pobrala ameriška tjulnjelovka General Jackson.
John Balleny, poveljnik ladje za raziskovanje in lovljenje tjulnjev Eliza Scott (154 ton), je novembra 1838 obiskal otok v iskanju tjulnjev. Vrnil se je z nekaj ribami in poročal, da je videl ostanke koče in trup kita.
Otoka Amsterdam in Otok svetega Pavla je junija 1843 prvič zahtevala Francija. Odlok z dne 8. junija 1843 je poljskemu kapitanu Adamu Mieroslawskemu naložil, da v imenu Francije prevzame oba otoka v posest in upravlja oba otoka. Še vedno sta ohranjena dekret in ladijski dnevnik z ladje Olympe z dne 1. in 3. julija 1843, ki pravi, da je otoke prevzel v posest Mieroslawski.
Januarja 1871 je skupina, ki jo je vodil Heurtin, francoski prebivalec Réuniona, poskušala poseliti otok. Po sedmih mesecih so bili njihovi poskusi vzreje goveda in pridelave poljščin neuspešni, zato so se vrnili na Réunion in zapustili živino na otoku.
Maja 1880 HMS Raleigh je obkrožil otok in iskal pogrešano ladjo Knowsley Hall. Na otok so iskali znake bivanja. Na Hoskin Pointu je bil drog za zastavo severno pa sta bili dve koči, od katerih je ena imela nedotaknjeno streho in je vsebovala tri pograde, prazne sode, železen lonec ter jajčne lupine in perje morskih ptic. V drugi koči je bil tudi prevrnjen uporabni čoln, ki naj bi pripadal ribičem, ki so obiskali otok.
Otok je bil priključen francoski koloniji Madagaskar od 21. novembra 1924 do 6. avgusta 1955, ko so bile ustanovljene francoske južne in antarktične dežele. (Madagaskar se je osamosvojil leta 1958.)
Prvo francosko oporišče na Otoku Amsterdam je bilo ustanovljeno leta 1949 in se je prvotno imenovalo Camp Heurtin. Zdaj je raziskovalna postaja Martin-de-Viviès.
Global Atmosphere Watch je še vedno prisoten na Otoku Amsterdam.

### Geografija
Vulkanski otok je potencialno aktiven vulkan. Ni znanih nobenih zgodovinskih izbruhov, čeprav sveža morfologija najnovejšega vulkanizma v kraterju Dumas na severovzhodnem boku kaže, da se je morda zgodil šele pred stoletjem. Ima površino 55 km² in meri približno 10 km na svoji najdaljši strani in doseže celo 867 m višine na Mont de la Dives. Visoko osrednje območje otoka, na nadmorski višini več kot 500 m, ki vsebuje vrhove in kaldero, je znan kot Plateau des Tourbières. Pečine, ki označujejo zahodno obalo otoka, se dvigajo na več kot 700 m, so znane kot Falaises d'Entrecasteaux po francoskem pomorščaku iz 18. stoletja Antoinu Bruniju d'Entrecasteauxu.

### Podnebje
Otok Amsterdam ima blago, oceansko podnebje, Cfb po Köppnovi podnebni klasifikaciji, s povprečno letno temperaturo 14 °C, letna količina padavin 1100 mm, vztrajni zahodni vetrovi in visoka vlažnost. Po klasifikaciji podnebja Trewartha je otok precej znotraj morskega subtropskega pasu zaradi zelo nizkih dnevnih temperaturnih nihanj, ki ohranjajo visoke vrednosti.

### Rastlinstvo in živalstvo

#### Rastlinstvo
Drevesa Phylica arborea se pojavljajo v Amsterdamu, ki je edino mesto, kjer tvorijo nizek gozd, čeprav drevesa najdemo tudi na Tristan da Cunha in otoku Gough. Imenovali so ga Grand Bois (Veliki gozd), ki je prekrival nižine otoka, dokler gozdni požari, ki so jih zanetili lovci na tjulnje, leta 1825 niso počistili večjega dela. Ostalo je le osem fragmentov.
Nekateri mornarji iz HMS Raleigh so pristali na otoku 27. maja 1880. Ti so opisali vegetacijo kot:
Groba tla, trava visoka nekaj čevljev, mirta 3–5 m visoka v zaščitenih grapah, šaš, praproti (predvsem polipodij) in kapusnice, zrasle v grmovje z nekaj centimetrov debelimi štori na vrtu. 

#### Ptice
Otok je dom endemskega amsterdamskega albatrosa (Diomedea amsterdamensis), ki gnezdi le na planoti Plateau des Tourbières. Druge redke vrste so Stercorarius antarcticus, polarna čigra in južni skalni pingvin (Eudyptes chrysocome). Amsterdamska raca ((Mareca marecula) je zdaj izumrla, prav tako kot lokalne gnezdeče populacije mnogih viharnikov. Na otoku je nekoč verjetno živela vrsta tirnic, saj je bil primerek vzet v 1790-ih (ki je bil izgubljen), vendar so izumrle do leta 1800 ali pa je bil zaostanek obstoječe vrste. Vnesena je rečna astrilda (Estrilda astrild). Plateau des Tourbières in Falaises d'Entrcasteaux sta bili označeni kot pomembni območji za ptice s strani BirdLife International, slednje zaradi velike gnezditvene kolonije indijskih rumenonosih albatrosov (Thalassarche carteri)).

#### Sesalci
Domačih kopenskih sesalcev ni. Na otoku se razmnožujejo subantarktični morski medvedi in južni morski sloni. Uvedeni sesalci vključujejo hišno miško in rjavo podgano. Prisotne so divje mačke.
Otok je od leta 1871 do 2010 naseljevala tudi posebna pasma divjega goveda, amsterdamsko govedo. Izvirajo iz uvedbe petih živali, ki jih je Heurtin med svojim kratkim poskusom poselitve otoka leta 1871 in do leta 1988 povečal na približno 2000. Po ugotovitvi, da govedo škoduje otoškim ekosistemom, je bila zgrajena ograja, ki jih je omejila na severni del otoka.  Leta 2007 je bilo odločeno, da se populacija goveda popolnoma izkorenini, kar je povzročilo zakol goveda med letoma 2008 in 2010. 